# سرخ گیلاسی
گیلاسی رنگی از خانوادهٔ قرمز است که ته‌رنگ بنفش دارد. به نظر نمی‌رسد رنگی به این نام سابقهٔ چندانی در زبان فارسی داشته باشد، ولی اخیراً (شاید به جای شرابی) بیشتر استفاده می‌شود. مثلاً یکی از رنگ‌های اتوموبیل‌های ساخت شرکت ایران خودرو گیلاسی است.
1. ↑  «پیش فروش محصولات ایران خودرو». شهرآرا.